# دریاچه کزانوی
دریاچه کزانوی (به روسی: Кезенойам) یک دریاچه عمیق واقع در کوه‌های قفقاز در کشور روسیه است که بخش بیشتر آن در چچن و بخش کوچکی از آن در داغستان قرار دارد. این دریاچه در ارتفاع 	۱٬۸۷۰ متری از سطح آب با مساحت ۲٫۴ کیلومترمربع و بیشترین عمق آن ۷۴ متر می‌باشد. دریاچه در طول زمستان در حالت بخ‌زده و در تابستان دمای آن ۵ درجه سانتیگراد است.